# Folhas volantes
Folhas volantes : publicação do Comité Central de Academicos e Operarios foi uma publicação originária do Porto, 1901, impressa na tipografia Guttenberg na qual constam, entre outros assuntos, frases de notáveis como Voltaire, Rosseau, Tolstoi, Blanqui, Eça de Queiroz e outros